# Johann Josef Brunner
Johann Josef Brunner, auch Jean Brunner (* 1804 in Balsthal; † 1862 in Paris), war ein Schweizer Messinstrumentenbauer und Mechaniker, der in Frankreich lebte.

## Leben
Johann Josef Brunner wurde im schweizerischen Balsthal (Kanton Solothurn) geboren. Er verbrachte einen Teil seiner Lehrzeit bei seinem Vater Johann Jakob Brunner in der Schlosserei. 1826 zog er nach Wien und schließlich 1828 nach Paris, wo er sich Jean Brunner nannte. Er arbeitete dort mit Frederic Hutzinger und Jacques Louis Vincent Chevalier zusammen. Seine erste eigene Werkstätte eröffnete er um 1830 in der 34 Rue des Bernardin. 1845 zog er in die 183 Rue de Vaugirard um. Er starb in Paris 1862 im Alter von 58 Jahren.
Nach dem Tod von Johann Josef Brunner übernahmen seine Söhne Emile (1834–1895) und Leon (1840–1894) die kleine Firma, die sich von nun an Brunner Frères nannte. Mit dem Tode von Emile Brunner erlosch die Firma im Jahr 1895.

## Leistungen
Johann Josef Brunner machte sich durch die Herstellung hochpräziser Instrumente wie Mikroskope, Teleskope, Theodolite, Kompasse und astronomische Instrumente einen Namen weit über die Grenzen Frankreichs hinaus.